# Téliré Centre
Téliré Centre est l'un des districts de la sous-préfecture de Téliré, situé dans la préfecture de Mali en république de Guinée.

## Géographie

### Démographie

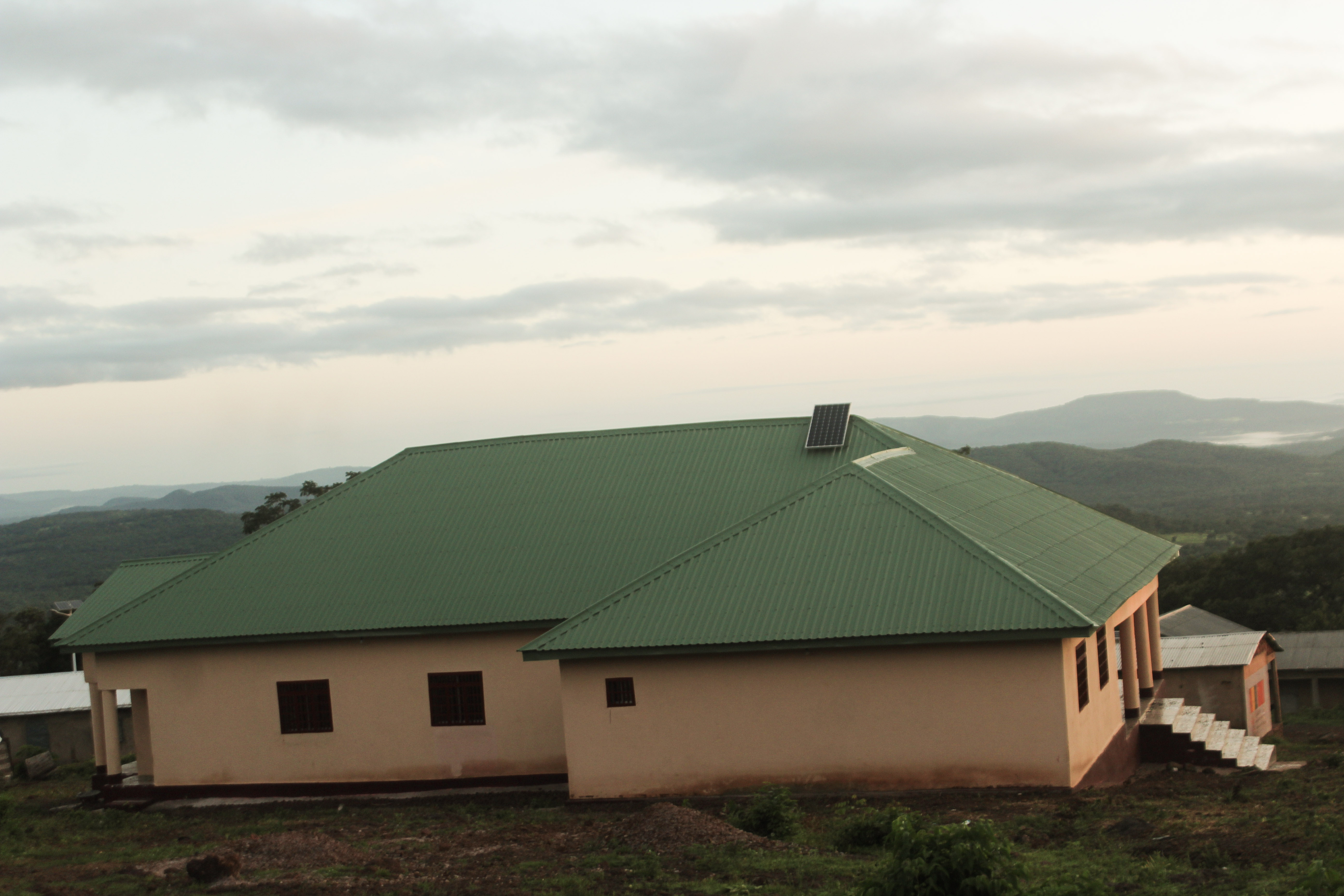
Maison d’accueil de Téliré

- Maison d’accueil de TéliréEn 2014, le district comptait 2 906 habitants selon les RGPH 2014[1].

### Quartiers

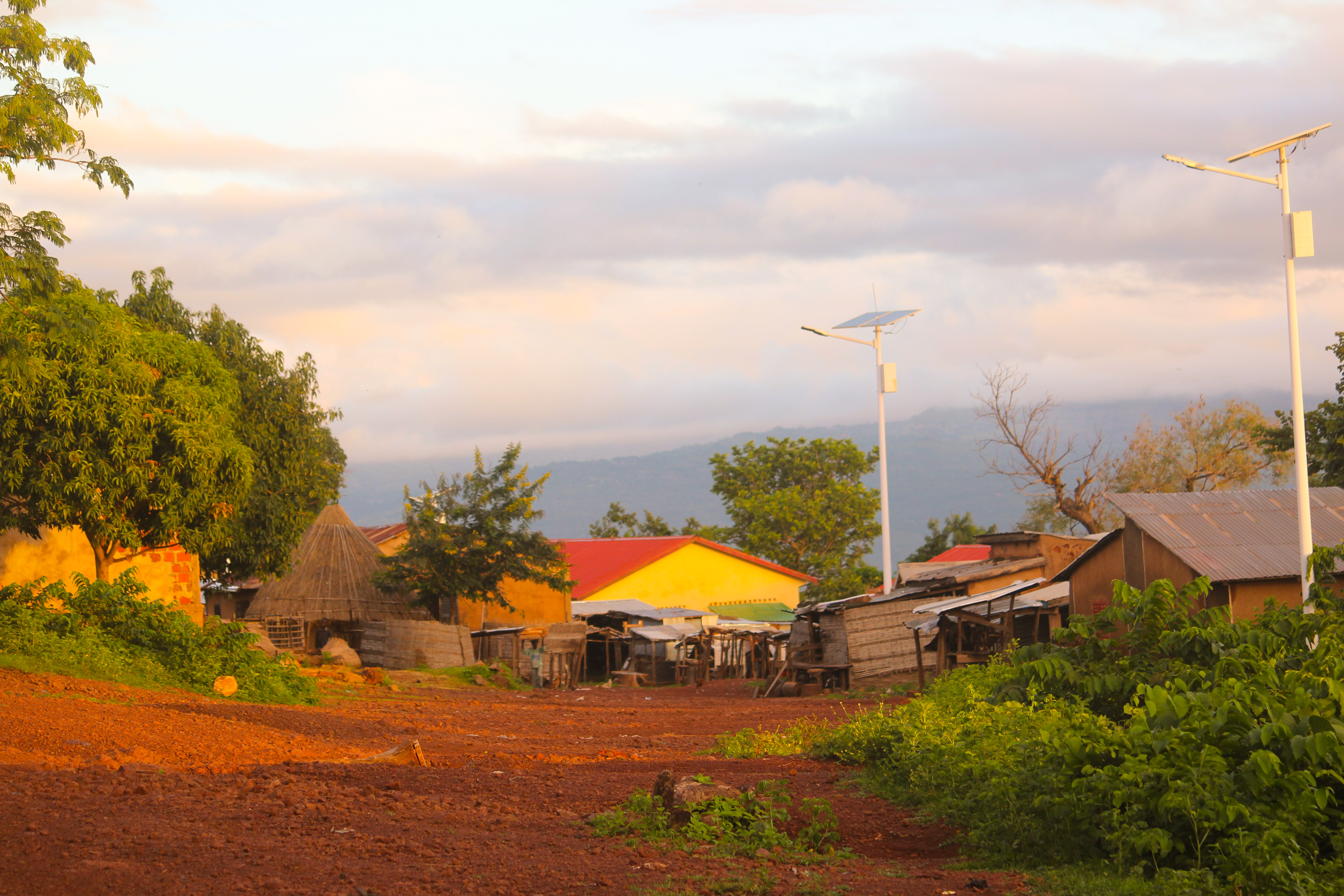
Vue de la rentré du marché de Téliré

## Économie
L'économie de la ville est basé sur le commerce et le marché hebdomadaire a lieu chaque Samedi.

## Transports
Le centre ville de Téliré à un gare routière.

## Éducation
Le centre ville de Téliré à une école primaire, le collège et le lycée en construction.